# Silent Storm engine
Silent Storm engine — пошаговый тактический игровой движок, разработанный Nival Interactive для их собственной игры «Операция Silent Storm». Движок был повторно использован в играх «Операция Silent Storm: Часовые», «Ночной Дозор», «Серп и молот» и «Дневной дозор». Модифицированная версия движка использовалась в игре Heroes of Might and Magic V.

## Особенности
Движок содержит продвинутую физическую модель: практически все структуры разрушаемы, к телам применима Ragdoll-физика, варьирующаяся в зависимости от конкретных скоростей и влияния снарядов. Трёхмерные карты поддерживают динамическое вычисление проходимости и укрытий по всем направлениям. Рикошеты и поражающие свойства пуль зависят от мощности оружия. Также вычисляются защитные свойства материалов и их видимость при различных условиях освещения. С другой стороны, сила этих эффектов зачастую преувеличивается для увеличения зрелищности, — например, несмертельное поражение пулей заставит цель лишь дрожать, однако единственное смертельное попадание может отправить её в полёт, — что, впрочем, положительно отмечалось некоторыми критиками.
Также в движке присутствуют механики, относящиеся к компьютерным ролевым играм, например, возможность модифицировать персонажей со временем. Юниты игрока зарабатывают очки опыта за выполнение задач, которые впоследствии могут быть потрачены на приобретение новых способностей и умений. Движок также использует систему очков действий, за которые игрок может осуществлять стрельбу, смену стойки и различные виды движения. Сиквел, игра «Операция Silent Storm: Часовые», принёс в серию поломку оружия.

## Критика
В достоинства движка ставится возможность, обычно встречаемая в стратегиях реального времени, выделять несколько юнитов за раз и отдавать приказы всей группе, а также возможностьв выбирать, какие предметы подобрать, из списка. Критики также отмечают качественную графику и звуки оружия и окружения, хотя эти достоинства угасали по мере того, как движок устаревал. Также положительные отзывы получила разрушаемость окружающего мира, элементы ролевых игр и «командные тактические бои».
Движок критикуется за то, что он не рассматривает относительное положение объектов в трёхмерном пространстве при выделении их мышью. Например, при выделении группы солдат и отдаче им приказов, в выделение также могут попасть солдаты с других этажей, что делает отданные приказы бессмысленными. Критики также отмечают низкую производительность движка, заметную даже на топовых компьютерах того времени, долгое время ходов искусственного интеллекта, полное отсутствие поддержки мультиплеера и неудобное управление камерой.